# 毀滅戰士 (電影)
《毀滅戰士》（英語：Doom）是一部2005年美國、英國、捷克和德國合拍的科幻動作恐怖片，由安德瑞·巴寇亞克執導，大衛·卡拉漢和威斯利·斯特瑞克撰寫劇本。改編自id Software開發的同名電子遊戲。該片由卡爾·厄本、巨石強森及羅莎蒙·派克主演，其劇情描述一支海軍陸戰隊在接受到任務指令後，前往火星進行搜索，但他們發現與自己交火的敵人並非普通人類，而是受到基因改造的怪物。
在與環球影業和哥倫比亞影業合作的電影版權過期後，id Software與華納兄弟簽署了一份協議，並規定對方需在一年內批准製作。華納兄弟公司失去該版權後，其版權又回到了從2004年就開始爭取的環球手上。
《毀滅戰士》2005年10月21日在美國上映，2005年10月27日德國上映，2005年11月3日捷克上映，英國2005年12月2日上映。在一次採訪中，執行製片人約翰·威爾斯表示，如果該片的票房取得成功，那就有望推出續集。但該片在全球僅獲得5600萬美元的票房，未收回製作成本6000萬美元的預算而被視為票房炸彈。

## 劇情
2026年，人類在大盆地沙漠中發現了一個能通往火星的古老入口「方舟」。二十年後，聯合航空航天公司（UAC）的火星研究設施遭到一名不明身份攻擊者的襲擊。在卡馬克博士發出求救信號後，一群由「中士」領導的海軍陸戰隊在方舟負責人平基的監督下被派往火星進行搜救任務。其中一名海軍陸戰隊員「鐮刀手」陪同他的科學家姊姊薩曼莎·葛林博士前往目標區域的一間實驗室檢索數據；鐮刀手除了發現他們父母意外死亡的挖掘地點被重新開放外，還得知了一種變種的古老類人類種族。
當團隊在尋找倖存者的同時，他們發現受傷且陷入崩潰的卡馬克博士，並護送他到醫療實驗室接受治療，但後來他突然失蹤。團隊在遺傳學實驗室向一個未知的生物開火，並一直追對方到該設施的下水道中，而隊員「山羊」則為此死去。來自下水道的生物屍體也被帶到醫學實驗室進行檢查。薩曼莎開始對該生物進行屍體解剖並發現其器官是人類的。她和隊員「公爵」也見證了山羊復活並將頭撞擊強化玻璃窗而自殺。後來兩人受到另一個生物的攻擊，並在脫困後發現這隻生物便是卡馬克博士突變而成的。
在團隊試圖追蹤其他生物下，也造成了隊員「麥克」、「毀滅者」和「波特曼」的死亡；為此感到憤怒的中士開槍殺死了變異的卡馬克博士。薩曼莎、鐮刀手和中士得知UAC正從古代生物遺骸中獲取火星染色體（C24）並對死刑犯進行人體實驗，但因發生突變而釀成毀滅性的悲劇發生。薩曼莎及鐮刀手試圖說服中士，雖然這些生物是來自該設施的突變人類，但並非所有受感染者都會完全突變為該生物。薩曼莎舉例出擁有火星染色體的人有可能會變成超人類，但保有他們的人性，而其他具有暴力或精神行為傾向的人則會受到更多的負面影響。但因這些生物將大多數研究人員殺死並變成殭屍般的突變體，而使中士命令他的團隊將整個設施的人全數殺死，以絕後患。過程中，「小鬼」帶著感到害怕的平基回來，但當中士發現他沒有殺光一群倖存者時，便命令小鬼回去執行；為此，不服從命令的小鬼被中士當場擊斃，讓場面陷入僵局。之後，大群的變異者和生物襲來，導致公爵死去，而中士和平基則被拖走。受到子彈反彈而受傷的鐮刀手被薩曼莎試圖說服他注入C24血清，以防止他失血過多而死；在昏迷之前，不情願的鐮刀手讓姊姊注入了C24血清。
鐮刀手恢復意識後，發現自己的傷口竟已癒合，但薩曼莎卻失去行蹤。接著，他開始利用自己的超人類力量在設施中大開殺戒，且在中途還殺死了突變化的平基。之後，鐮刀手在找到姊姊後，發現中士已被感染並殺死了小鬼所發現的倖存者們。兩人便開始利用各自的超人類力量交手，直到鐮刀手成功將他和一發手榴彈傳送至火星，讓中士被炸死。最後，鐮刀手將他失去意識的姊姊抬進電梯，並回到地面上。

## 演員
- 卡爾·厄本飾演約翰·「鐮刀手」·葛林上士（SSgt John "Reaper" Grimm）
- 巨石強森飾演亞設·「中士」·馬霍寧槍砲士官（GySgt Asher "Sarge" Mahonin）
- 羅莎蒙·派克飾演薩曼莎·葛林博士（Dr. Samantha Grimm）
- 拉薩克·阿都提（英语：Razaaq Adoti）飾演葛雷哥萊·「公爵」·席菲爾德中士（Sgt Gregory "Duke" Schofield）
- 李察·布雷克飾演狄恩·波特曼下士（Cpl Dean Portman）
- 德克斯特·弗萊徹飾演馬克斯·「平基」·平澤諾夫斯基（Marcus "Pinky" Pinzerowsky）
- 艾爾·韋弗（英语：Al Weaver）飾演馬克·「小鬼」·丹特利安二等兵（Pvt Mark "The Kid" Dantalian）
- 班·丹尼爾斯飾演艾力克·「山羊」·芬托姆下士（Cpl Eric "Goat" Fantom）
- 道比·歐帕瑞飾演甘農·「毀滅者」·羅阿爾克中士（Sgt Gannon "Destroyer" Roark）
- 姚金（英语：Yao Chin）飾演勝彥·熊野助·「麥克」·高足上等兵（PFC Katsuhiko Kumanosuke "Mac" Takahashi）
- 勞勃·羅素（英语：Robert Russell (German actor)）飾演陶德·卡馬克博士（Dr. Todd Carmack）
- 布萊恩·史帝爾（英语：Brian Steele）飾演地獄騎士／柯帝斯·斯塔爾（Hell Knight / Curtis Stahl）
- 道格·瓊斯飾演卡馬克小惡魔／威利茲小惡魔（Carmack Imp / Willits Imp）

## 外部連結
- 毀滅戰士
- 互联网电影数据库（IMDb）上《毀滅戰士》的资料（英文）
- 美国电影学会目录上的《毀滅戰士》（英文）
- TCM电影资料库上《毀滅戰士》的资料（英文）
- Box Office Mojo上《毀滅戰士》的資料（英文）
- 爛番茄上《毀滅戰士》的資料（英文）
- Metacritic上《毀滅戰士》的資料（英文）